# Oakland (Maine)
Oakland is een stad in de Kennebec County in de Amerikaanse staat Maine. Oakland is kleine stad wat men in het Engels duidt als town. Bij telling in 2000 had Oakland 5959 inwoners.
Oakland ligt zo'n 29 kilometer ten noorden van de hoofdstad van de staat Maine, Augusta. De plaats kent vier belangrijke waterwegen, McGrath Pond, Salmon Lake, East Pond en Messalonskee Lake and Stream, die ook een belangrijke rol speelden in de geschiedenis van de stad.
Het gebied waarin Oakland is gelegen werd gekolonialiseerd door van oorsprong Engelse kolonisten in de laatste helft van de 18e eeuw. De kolonisten kwamen uit de Engelse gebieden Massachusetts en New Hampshire in het noordoosten van Amerika. Men noemde het gebied Taconnet, naar een van de vier Indianenstammen in het gebied. Uiteindelijk ontstaat in het gebied de plaats wat nu bekendstaat als Waterville. Die plaatst groeide snel uit tot een drukke handelsplaats. Ten westen van die plaats was een afzonderlijk centrum van activiteit en handel, dit centrum werd gesticht door bedrijven en handelaren die niet gelukkig waren met de belastingheffingen.
De plaats werd in eerste instantie West Waterville genoemd maar in 1883 stemde de inwoners met het veranderen van de plaatsnaam van West Waterville naar Oakland. Door de waterwegen kende het lange tijd een bloeiende waterkracht en molenindustrie. In de loop van de 20e eeuw zijn de meeste waterkracht en molenbedrijven verdwenen. Er is wel andere industrie voor in de plaats gekomen, zoals een recycling bedrijf voor metalen, maar de plaats is een meer slaapstad geworden. Wat inhoudt dat de meeste inwoners te werk gaan in de grote plaatsen Waterville en Augusta.

## Plaatsen in de nabije omgeving
De onderstaande figuur toont nabijgelegen plaatsen in een straal van 20 km rond Oakland.